# 清华大学公共管理学院
清华大学公共管理学院，简称公管学院，是清华大学直属的一个学院，主要研究公共政策与公共管理。

## 历史[1]
- 1996年，成立清华大学21世纪发展研究院。
- 1998年，在经管学院内成立公共管理系。
- 1999年，成立中国科学院－清华大学国情研究中心。
- 2000年，成立清华大学公共管理学院。
- 2001年，清华大学台湾研究所转入公共管理学院。
- 2002年，公共管理硕士（MPA）招生。
- 2003年~2006年，成立多个研究中心。

## 机构

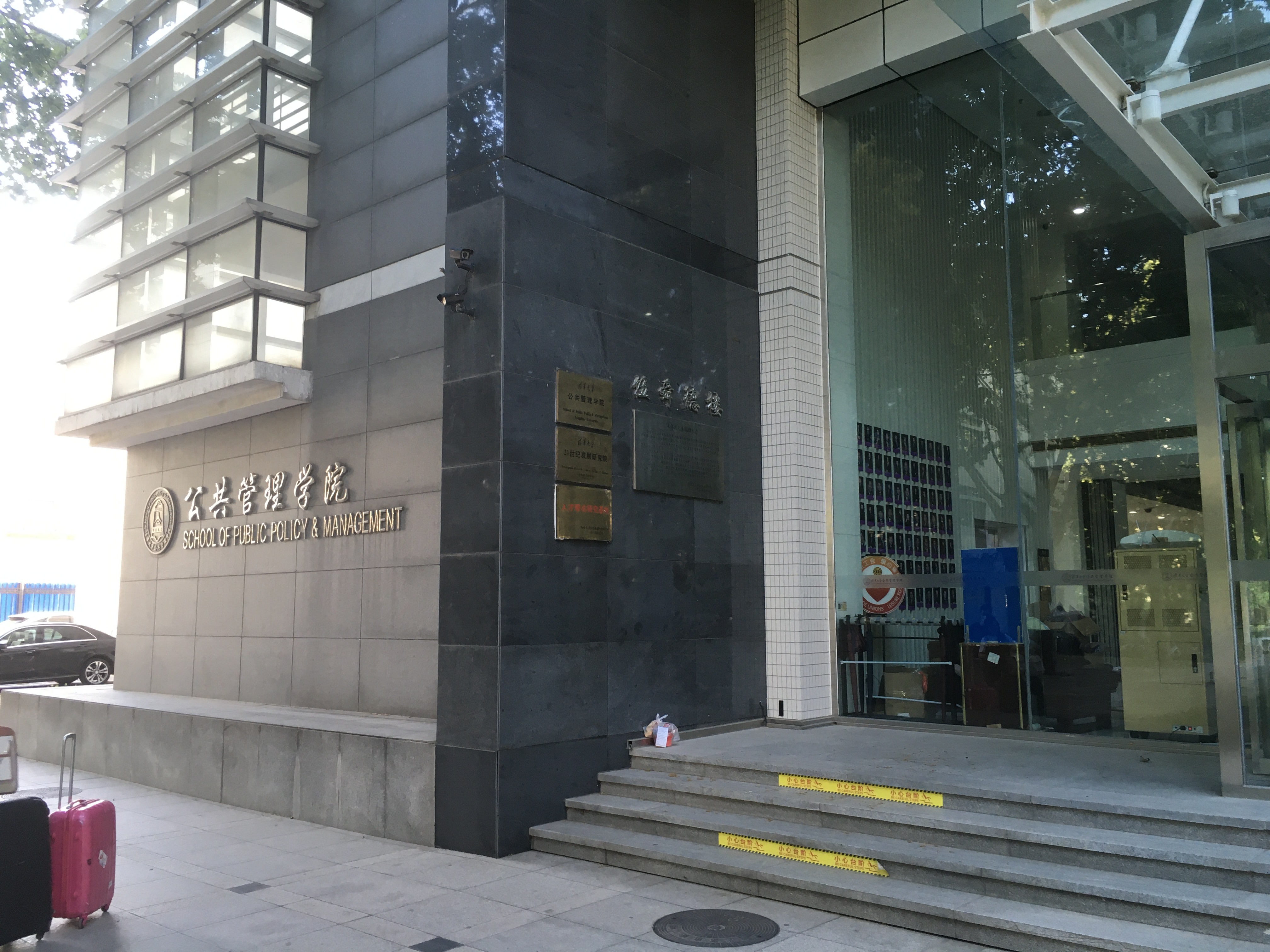
公共管理學院院樓伍舜德樓

目前公管学院下属 多个机构，包括：
- 常设机构
  - 政府研究所
  - 公共政策研究所
  - 国际战略与发展研究所
  - 非政府管理（NGO）研究所
  - 国情研究所
  - 台湾研究所
- 非常设机构
  - 产业发展与环境治理研究中心
  - 廉政与治理研究中心
  - 就业与社会保障研究中心
  - 政府创新研究中心
  - 区域与城市发展研究中心
  - 清洁发展机制（CDM）研发中心
  - 环境政策与管理中心
  - 台湾研究所台资企业研究中心
  - 卫生与发展研究中心
  - 政府法制研究中心
  - 中国公共领导力研究中心
  - 清华-布鲁金斯研究中心
- 挂靠中心及基地
  - 清华大学中国国情研究中心
  - 清华大学台湾研究所
  - 清华大学中国科技政策研究中心
  - 清华大学科技－教育发展战略研究中心
  - 清华大学中国发展规划研究中心
  - 北京市哲学社会科学应急管理研究基地[4]

## 校友
- 胡海峰, 中华人民共和国民政部副部长，系最年轻地级市委书记和最年轻部委副部级官员。初中就读于北京景山学校, 高中就读于北京市第二中学，持北方交通大学BASc学位和清华大学工程物理系MS学位，2002年至2008年获得清华大学LLM-EMBA, 以及管理学博士学位, 从清华大学工物系、法学院、SEM经管学院, SPPM取得四个研究生学位。